# Louis Schweitzer
Louis Pierre Jean Schweitzer, född 8 juli 1942 i Genève är en fransk företagsledare i Renaultkoncernen, vilken han var chef för 1992-2005.
Schweitzer gjorde karriär i den franska statsförvaltningen under 1970-talet. 1986 kom han till det statligt ägda Renault och blev där 1992 chef för koncernen. Under hans tid var man nära att gå samman med Volvo 1993 men affären gick i stöpet. 1999 ingick man istället en allians med Nissan Motors. 2006 tog Carlos Ghosn över som Renault-chef.
Schweitzer tog 2010 över som styrelseordförande i AB Volvo efter Finn Johnsson, en post som han innehav fram till 2012 då han efterträddes av Carl-Henric Svanberg. 2011 invaldes Schweitzer som utländsk ledamot av svenska Ingenjörsvetenskapsakademien.